# 大治乡
大治乡，是中华人民共和国四川省内江市东兴区曾经下辖的一个乡。2019年12月，撤销大治乡，将其所属行政区域划归高梁镇管辖。

## 行政区划
大治乡撤销前下辖以下地区：
新繁社区、大佛村、铁山村、黑狮村、川主村、永兴村、土主村、黄荆村、团结村和板桥村。